# 우리 강산 차차차
"우리 강산 차차차"(Bravo, Korea)는 한국에서 제작된 박구 감독의 1971년 영화이다. 김희갑 등이 주연으로 출연하였고 곽정환 등이 제작에 참여하였다.

## 출연

### 주연
- 김희갑
- 허장강
- 구봉서
- 배삼룡